# Maike Boerdam
Maike Boerdam (Knokke-Heist, 19 juli 1976) is een Belgische (musical)actrice.
Boerdam werd opgeleid aan het Conservatorium Brussel en de TVI Actors Studio in Los Angeles, en studeerde in 2000 af aan het Conservatorium Gent, afdeling Drama/Musical. Ze werd bekend door haar rol als Betsy in de jeugdserie Big & Betsy. Recent was ze te zien in de VRT-soapserie Thuis in mei 2022 als Anouck Bergsma, een kennis van Harry Peeters (Stan Van Samang). Ook speelde ze in 2023 Suzanne De Bruyn in seizoen 4 van de Ketnet-serie #LikeMe.
Eind februari 2010 bracht ze haar album Dichtbij Broadway uit. Hier staan buiten Boerdams solo's ook duetten op met Freek Bartels, Simone Kleinsma en Henk Poort. Alle liedjes zijn vertalingen van musicalliedjes.

## Prijzen
- Boerdam was in 2001 genomineerd voor een John Kraaijkamp Musical Award voor aanstormend talent. Ze kreeg deze nominatie voor haar rol als Sally in The Hired Man.
- In 2002 ontving ze de Pall Mall Export Prijs voor haar artistieke verdiensten in het buitenland en haar unieke talent.
- In 2009 was Boerdam genomineerd voor een Vlaamse Musicalprijs in de categorie beste vrouwelijke bijrol voor haar rol als Betty in Sunset Boulevard.
- In 2010 ontving ze de John Kraaijkamp Musical Award in de categorie beste vrouwelijke bijrol in een grote productie voor haar vertolking van Winifred Banks in Mary Poppins.

## Musicals
- 2025: Mamma Mia! (DeepBridge), als Donna
- 2024: Babes
- 2023: De Tocht, als Boukje
- 2021: Little Women de musical in Concert, Marmee March
- 2019: November 89, als moeder Holtz
- 2018/2019: Soof, als Soof
- 2017: Soof (proefvoorstellingen), als Soof
- 2016/2017: De Rozenoorlog, als Barbara Van Rozen
- 2015/2016: WE WANT QUEEN, als soliste
- 2014/2015: Hartsvrienden, als mevrouw Lieuwma
- 2014: Bonifatius, als Lioba
- 2012/2013: Annie, als Grace Farrel
- 2012: Miss Saigon, als Ellen
- 2010/2011: Mary Poppins, als Winifred Banks
- 2009: De geheime tuin, als dienstmeid Martha en Lelie
- 2008/2009: Sunset Boulevard, als Betty
- 2008: Evita, als alternate Eva Duarte (België)
- 2008: Into the Woods, als Assepoester (Italië)
- 2007: Into the Woods, als Assepoester
- 2006: Rembrandt, als Hendrickje Stoffels
- 2006: Musicals in Ahoy 2006, als solist
- 2005: Elisabeth, als Elisabeth (Duitsland)
- 2003/2004: Sound of Music, als Maria (België)
- 2002/2003: Elisabeth, als Elisabeth (Duitsland)
- 2001: Ben, als Sarah
- 2001: The Hired Man, als Sally
- 2000: Pinokkio, als Anna
- 1999: Assepoester, als Assepoester/Ensemble (alternerend met Grietje Vanderheijden)

## Filmografie
- 2025: The Passion, als discipel
- 2023: #LikeMe, als Suzanne De Bruyn
- 2022: Thuis, als Anouck Bergsma
- 2019: Het geheime dagboek van Hendrik Groen, als Silvie
- 2015: De Club van Sinterklaas & De Verdwenen Schoentjes, als moeder
- 2006: Vleugels, als Sandra
- 2005: Feste der Volksmusik, als solist
- 2005: De Wet volgens Milo, als Eva
- 2000-2003: Big & Betsy, als Betsy